# Карабахский экономический район

Карабахский экономический район

Карабахский экономический район (азерб. Qarabağ iqtisadi rayonu) — один из 14 экономических районов Азербайджана.

## Общие сведения
Площадь района составляет 7330 км²[уточнить]. Население на начало 2015 года оценивалось Азербайджаном (учитывая беженцев-перемещённых лиц, проживающих в Азербайджане за пределами данного экономического района) в 653,5 тыс. чел.
На 1 января 2023 года население оценивалось в 736 400 чел. Плотность населения составила 82 чел. на 1 км2.
Район включает Агджабединский, Агдамский, Агдеринский, Бардинский, Физулинский, Ходжалинский, Ходжавендский, Шушинский, Тертерский административные районы и город Ханкенди.
В 2022 году в районе действовало 15 222 субъекта малого и среднего бизнеса, в 2023 году — 15 950.

## История
С 1991 по 2021 год назывался Верхне-Карабахским экономическим районом и включал административные районы: Агдамский, Тертерский, Ходжавендский, Ходжалинский, Шушинский, Джебраильский, Физулинский и город Ханкенди.
С 1994 по 2023 год части Тертерского, Ходжавендского, Ходжалинского и Шушинского районов и город Ханкенди находились под контролем непризнанной Нагорно-Карабахской Республики.
Под контролем Азербайджана после 1 декабря 2020 года находятся полностью: Агдамский, Джебраильский, Физулинский районы и части Тертерского, Ходжавендского, Ходжалинского, Шушинского районов.
7 июля 2021 года президент Азербайджана подписал указ «О новом разделении экономических районов в Азербайджанской Республике».
После сентября 2023 года регион полностью находится под контролем Азербайджана.
Законом Азербайджанской Республики № 1043-VIQ от 5 декабря 2023 года был создан Агдеринский район из частей Агдамского, Кельбаджарского и Тертерского районов. Указом Президента Азербайджанской Республики от 27 декабря 2023 года Агдеринский район был добавлен в состав Карабахского экономического района.

## Экономика
Добыча: основными природными богатствами Верхне-Карабахского экономического района являются полиметаллические руды, нефть, природный газ, различные стройматериалы (мрамор, цементное сырьё, строительный камень). Находящиеся в лесах различные породы деревьев способствовали развитию предприятий по обработке древесины.
Промышленность базируется на переработке местного сельскохозяйственного сырья. Основными отраслями пищевой промышленности являются виноделие, производство различных сельскохозяйственных продуктов и консервов.
Отрасли сельского хозяйства: виноградарство, зерноводство, плодоводство, хлопководство и табаководство. Также в районе выращиваются фрукты, картофель, садово-овощные культуры. Широко распространены тутовые сады, которые способствуют развитию в районе шелководства. Особое развитие животноводство, в основном мясомолочное животноводство. В высокогорных участках развито мясошерстное животноводство.
Туризм: для отдыха и лечения пригодны природно-бальнеологические ресурсы, леса, минеральные источники (Туршсу, Ширлан).
На 1 января 2025 года в районе действуют 3 984 субъектов микропредпринимательства, 197 субъектов малого предпринимательства, 87 субъектов среднего предпринимательства, 11 субъектов крупного предпринимательства, 88 505 индивидуальных предпринимателей.